# 卡拉蒙战役
卡拉蒙战役（英文：Battle of Qalamoun）是叙利亚内战中的一次战役。该战役开始于2013年11月15日敘利亞政府军对位于卡拉蒙卡拉镇（Qara）的空袭行动。这场战役的目的是政府军试图切断反对派的大马士革与黎巴嫩之间的补给线。这一重要地区已经被反对派武装用作发动针对大马士革周边地区行动的重要后方基地。而政府军方面需要该地区附近的高速公路连接大马士革和霍姆斯省中部地区，并且在该地区有很多武器仓库。

## 攻占卡拉镇
在11月15日至17日间，在政府军发出警告表示将进攻该地区的反对派武装之后，1200－1700个家庭（约占卡拉镇90%）逃离该镇前往黎巴嫩小镇Arsal。作为这场进攻的准备，数以千计的黎巴嫩真主党武装分子前往卡拉蒙地区边境对面的黎巴嫩一侧并驻扎下来。
11月15日，政府军发动了一场针对该地区的攻势，并且第二天多次空袭了反对派控制的该镇。战斗也在奈卜克镇和Rima镇附近展开。 该地区的反对派武装被动员起来抵抗政府军的进攻。
11月17日，政府军向卡拉镇周边的山区推进，并试图进攻该镇，使该镇遭遇了更多的空袭和炮击。直至当天下午，政府军仍未能攻入该镇。
冲突使得大马士革和霍姆斯之间的高速公路中断通车。
11月18日，政府军继续攻势。根据亲政府的al-Watan日报报道，政府军攻占了卡拉镇的关键地区。叙利亚空军还多次空袭了盖莱蒙山区和耶卜鲁德山区。一名逃往黎巴嫩的当地居民描述了对卡拉镇的攻击“卡拉镇完了”。
11月19日，政府军完全控制了卡拉镇。反对派撤离该镇逃往代尔阿提耶和奈卜克。

## 反对派进攻代尔阿提耶
11月20日，在奈卜克和代尔阿提耶发生了多起针对政府军的自杀式袭击。在奈卜克郊外，一起汽车炸弹袭击了一处政府军检查站，还有一颗汽车炸弹在安全部队总部附近被引爆。在另一起袭击事件中，两名沙特人试图袭击代尔阿提耶的一座医院，但被政府军士兵阻止。在针对检查站的袭击事件中，7名士兵丧生，5人受伤。而在针对医院的袭击中多名政府军士兵丧生。在沙特袭击者引爆了身上的炸弹后，5名反对派武装分子进入医院试图捣毁医疗设备并绑架一名受伤的政府军军官以及Ikhbariya al-Suriya电视台的工作人员。但是他们被政府军士兵击退，那名军官以及电视台工作人员安然无恙。在代尔阿提耶周边有8名反对派武装分子被击毙。
11月22日，在伊拉克和黎凡特伊斯兰国和努斯拉阵线的恐怖分子领导下，反对派武装夺取了代尔阿提耶的一个较大的基督教徒聚居城镇。只有Bassel医院和一座小山还在政府军的控制下。
11月25日，政府军开始在代尔阿提耶附近部署部队，准备发动反攻夺回该镇。第二天，叙空军空袭了奈卜克，导致7人丧生，其中包括3名儿童。同时，叙利亚卫生部长Saad al-Nayef指责反对派在代尔阿提耶进行屠杀，杀害了5名医生、5名护士和2名救护车驾驶员。反对派活动人士承认在当地主要医院的冲突中有5名医生、4名护士丧生。
11月27日，在卡拉蒙地区，有4名真主党武装分子在战斗中被击毙，其中一人是黎巴嫩看守农业部长（同时也是真主党的高级官员）的侄子。在当天，在政府军控制的马卢拉爆发了战斗。
11月28日，政府军重新夺回代尔阿提耶，而在周边郊区战斗仍在持续。

## 政府军在奈卜克的进展以及马卢拉地区的战斗
在政府军夺回代尔阿提耶的同一天，政府军进入了奈卜克，战斗在该镇周边地区打响。来自军方的消息说如果攻占该镇，政府军就只剩下耶卜鲁德（Yaburd）和其他几个村落没有控制。如果这些地方也被政府军攻占，政府军将完全封锁住叙黎边境。
11月29日，政府军对那些组织他们推进的反对派据点进行炮击。叙政府军还在他们攻占的奈卜克西部地区拘留了十余人。
在29日夜间，反对派开始进攻马卢拉，试图夺取该地并切断政府军连接大马士革和奈卜克的补给线。 在9月份，反对派进攻过马卢拉，但被政府军击退。在第二天最初的几个小时，反对派武装攻入该镇并夺取了马卢拉西部的Mar Takla修道院。同时，在奈卜克战斗仍在继续，该地遭到多次空袭。叙空军还空袭了耶卜鲁德。
12月1日，在马卢拉，战斗集中在该镇的舊城區。同时，一名自杀式袭击者袭击了一处临近奈卜克的大马士革-霍姆斯高速公路上的检查站，5名政府军丧生。截至当时，根据叙利亚安全部队的消息，政府军已经夺取了奈卜克60%的地区。
12月2日，反对派将填满炸药的轮胎从悬崖顶上抛进镇内驻扎的政府军，随后推进至了马卢拉镇中心。 此时，反对派已经攻占了马卢拉镇较老的部分。政府军和亲政府民兵一整天都在作战以试图重新夺回该地区。圣战者抓了多名修道院内的修女，根据梵蒂冈的发言人的说法，12名叙利亚和黎巴嫩的东正教修女被强行带往耶卜鲁德。在当天夜里，反对派武装完全控制了马卢拉，而镇外双方仍在交战。在夺取该镇之后，三名基督徒因为拒绝皈依伊斯兰教被反对派处决。
12月3日，政府军向马卢拉方向增派援兵，试图和仍在该镇郊外的政府军恢复联系，并试图重新夺回该镇。
12月6日，据报道政府军在其控制的奈卜克镇Al-Fattah地区一处地下掩体内至少打死18人，其中包括儿童。反对派声称政府军杀害这些人后焚烧了尸体以试图掩盖罪行。 到了第二天，这起屠杀遇难人数上升到了40人。
12月7日，根据伊朗国家新闻台的报道，政府军已经肃清了奈卜克郊外，但在镇内还有交火。12月8日，政府军取得更多进展，夺取了奈卜克较为新的部分。第二天，政府军在夺取该镇绝大部分后，重新打通了连接大马士革和霍姆斯的高速公路。但是，根据叙利亚人权观察组织的说法，这条高速公路并没有完全畅通，因为反对派仍在不断发动进攻。12月10日，政府军完全控制了奈卜克，而该镇东部一小块区域内反对派武装仍在抵抗， 双方继续交战。国营电视台现场直播了来自奈卜克镇中心主要广场的报道。根据亲政府报纸的报道，在该镇的交战中，有100名反对派武装被击毙或俘获。
12月11日，政府军炮轰了耶卜鲁德郊外和Rima地区，以及奈卜克郊外，还针对耶卜鲁德进行了空袭。12月15日，政府军开始准备进攻该镇。

## 后续事件
12月21日，真主党武装分子在黎巴嫩Nahle村郊外的Wadi al-Jamala伏击了一伙努斯拉阵线的武装分子，该地区是一块正对叙利亚一侧卡拉蒙地区的山地。这伙武装分子试图通过一个非法的过境通道从黎巴嫩渗透到叙利亚。32名努斯拉阵线成员在战斗中丧生，真主党則有1人喪生、1人受伤。
12月27日，政府军在马卢拉和耶卜鲁德之间的山区伏击了一伙反对派武装，65名反对派武装陣亡，20人受伤。在同一天，在耶卜鲁德和奈卜克间的地区，有15人死于地雷爆炸。
2014年1月19日，超过60名反对派武装在政府军的一次伏击中被击毙，当时他们正试图攻击基督教徒聚居的Sednaya镇。
1月30日，据报道叙利亚政府军开始准备收复耶卜鲁德。而在此时，在Reema农场有人目击到政府军和反对派发生冲突，政府军攻占了叙黎边境地区Al-Neaymat和 Al-Abboudieh附近的山区。

## 2014年政府军新的攻势
2月12日，叙利亚空军对耶卜鲁德发动了20次空袭，叙利亚陆军攻占了耶卜鲁德西北靠近叙黎边境的al-Jarajir镇。
2月13日，在耶卜鲁德附近的Sahel镇、al- Arid公路和al-Kornish地区政府军击败了反对派武装。